# Sanbornia juniperi
Sanbornia juniperi är en insektsart som beskrevs av Theodore Pergande 1920. Sanbornia juniperi ingår i släktet Sanbornia och familjen långrörsbladlöss. Inga underarter finns listade i Catalogue of Life.